# Леонов Ігор Степанович
Ігор Степанович Леонов (нар. 28 березня 1989, Одеса, УРСР) — український футболіст, нападник та півзахисник.

## Клубна кар'єра
Вихованець одеського «Чорноморця», кольори якого захищав у юнацьких чемпіонатах України (ДЮФЛ). Дорослу футбольну кар'єру розпочав 2006 року в молдовському «Ністру». У 2007 році перейшов у дубль луганської «Зорі». У 2008 році приєднався до «Геліоса».У весняній частині сезону 2009/10 років орендований «Фенікс-Іллічовця». У серпні 2011 року перейшов до білоруської «Білшини». Сезон 2012 року перейшов у таджицький «Регар-ТадАЗ», проте незабаром після цього перейшов до одеського СКА. Після розформування одеського закінчив професіональну кар'єру.

## Кар'єра в збірній
У 2005 році дебютував у складі юнацької збірної України.